# Psiloxylaceae
Psiloxylaceae is een botanische naam, voor een familie van tweezaadlobbige planten. Een familie onder deze naam wordt zo af en toe erkend door systemen van plantentaxonomie: de betreffende planten worden ook vaak ingevoegd bij de familie Myrtaceae.
Het APG-systeem (1998) en het APG II-systeem (2003) erkennen de familie wel maar de Angiosperm Phylogeny Website [12 dec 2007] weer niet.
Het gaat om een heel kleine familie van één soort, Psiloxylon mauritianum, die voorkomt op de Mascarenen.